# Trond Helge Torsvik
Trond Helge Torsvik (né le 12 octobre 1957) est un professeur norvégien de géophysique à l'Université d'Oslo. Il dirige le Centre pour l'évolution et la dynamique de la Terre. En 2015, Torsvik reçoit le prix Leopold von Buch pour ses contributions à la compréhension de la géodynamique. Le prix est décerné par la Deutsche Geologische Gesellschaft (de). En 2016, il reçoit également la médaille Arthur Holmes et le titre de membre honoraire de l'Union européenne des géosciences.

## Biographie
Torsvik obtient un doctorat de l'Université de Bergen en 1985. Après cela, il est chercheur à l'Université de Bergen et au Service géologique norvégien. Il est également conférencier invité à l'Université du Michigan (1993–1994) et conférencier invité à l'Université de Lund (1999–2001). Depuis 2007, il est professeur à l'Université d'Oslo et étudie la physique des processus géologiques. Il est professeur assistant à l'Université du Witwatersrand en Afrique du Sud en 2004.
Il rejoint la Société royale des lettres et des sciences de Norvège en 1993, l'Académie norvégienne des sciences et des lettres en 1996, l'Union américaine de géophysique en 1999, l'Academia Europaea en 2005 et l'Académie royale danoise des sciences et des lettres en 2008.